# Rubus compactus
Rubus compactus är en rosväxtart som beskrevs av George Bentham. Rubus compactus ingår i släktet rubusar, och familjen rosväxter. Inga underarter finns listade i Catalogue of Life.